# القرآن الكريم: المعنى مع التوضيح
القرآن الكريم: المعنى مع التوضيح (2007) هو ترجمة للقرآن الكريم في مجلدين، من تأليف الباحث الإسلامي الباكستاني تقي عثماني. شغل عثماني منصب قاضي محكمة الاستئناف الشرعية في المحكمة العليا في باكستان. بالإضافة إلى النص العربي الأصلي، تتضمن الترجمة ملاحظات توضيحية موجزة باللغة الإنجليزية. إنها أول ترجمة إنجليزية للقرآن الكريم كتبها عالم ديوبندي تقليدي.

## الخلفية
في عام 1933، أصبح عبد المجيد داري آبادي أحد أوائل علماء الديوبندية الذين حاولوا ترجمة القرآن إلى اللغة الإنجليزية. نُشرت هذه الترجمة في عام 1957. لم يكن داريابادي عالمًا تقليديًّا درس في الحوزة العلمية. محمد شافي، أحد خريجي دار العلوم ديوبند، أكمل كتابة معاريف القرآن، وهو تفسير للقرآن باللغة الأردية لمحمد شفيع، في عام 1972.
بدأت عملية ترجمة معاني القرآن الكريم إلى اللغة الإنجليزية في حياة مؤلفها. تولى العمل تقي عثماني، وحسن عسكري، ومحمد شميم، ومحمد ولي الرازي مساعدًا لهم.  توقف العمل في عام 1977، ولكن استؤنف في عام 1989، وتم نشر المجلدات الكاملة في عام 2004. 
في عام 2007، نشر تقي عثماني كتاب "القرآن الكريم: المعنى مع الملاحظات التوضيحية" من مكتبة دار العلوم كراتشي [الإنجليزية] في باكستان. اعتمد التعليق على النسخة الأردية من القرآن الكريم . ويبدو عمل تقي عثماني بمثابة إعادة إنتاج للأول. قام عثماني بإجراء عدة استبدالات للكلمات مع الحفاظ على النص الأصلي سليمًا. وأضاف ملاحظات توضيحية، حيث ذكر في مقدمته للترجمة الإنجليزية لمعارف القرآن أن نيته كانت تقديم ترجمة للقرآن، وليس مجرد ترجمة لمعارف القرآن إلى الإنجليزية.

## قراءة إضافية
- Md Quamruddin (2015). The English translations of the meanings of the holy Quran an analytical and critical study selected translations (بالإنجليزية). University of Delhi. p. 180–187. Archived from the original on 2025-04-05.

## روابط خارجية
- القرآن الكريم: المعنى مع التفسير في أرشيف الإنترنت